# Allgemeine Rabbinerkonferenz Deutschland
Die Allgemeine Rabbinerkonferenz Deutschland (ARK) ist ein Zusammenschluss liberaler, Masorti- oder offen-traditioneller Rabbiner und Rabbinerinnen. Aktuell (Januar 2023) hat sie 38 Mitglieder.

## Charakteristik
Gemeinsam mit der größeren Orthodoxen Rabbinerkonferenz (ORD) war sie Mitglied im Dachverband Deutsche Rabbinerkonferenz, der spätestens im März 2015 nicht mehr existierte und nicht mehr belegt ist. Über die jüdischen Gemeinden unter dem Dach des Zentralrats der Juden in Deutschland hinaus vereinigt die ARK auch die Rabbiner und Rabbinerinnen der Union progressiver Juden in Deutschland. Diese erkennt ihrerseits die Zuständigkeit des Bet Din der ARK in jüdisch-religionsgesetzlichen Fragen an.
Die ARK hat es sich zum Ziel gesetzt, „die grundlegenden Lehren des Judentums zu schützen und die Beschäftigung mit der jüdischen Tradition im Einklang mit der Moderne zu fördern“ (§ 2 Satzung) sowie das jüdische Leben und die jüdische Bildung, vor allem in den Mitgliedsgemeinden des Zentralrats der Juden in Deutschland und in dessen anderen Einrichtungen, zu fördern.
Sie wurde am 3. Februar 2005 (nach jüdischem Kalender = 24. Schewat 5765) in Braunschweig als Reaktion auf die Gründung der Orthodoxen Rabbinerkonferenz und aufgrund struktureller Veränderungen des Judentums in Deutschland seit den 1990er-Jahren gegründet. Diese bestehen vor allem in der Erstarkung und Neugründung entsprechender Gemeinden des liberalen, Reform- und konservativen Judentums.
Ein Schwerpunkt der Arbeit ist die Unterstützung der Rabbinerausbildung am Abraham Geiger Kolleg. Auch fördert die ARK die Herausgabe eines neuen liberalen Siddurs. Ebenfalls ist sie im interreligiösen Dialog engagiert.
Der Bet Din der ARK beschäftigt sich hauptsächlich mit jüdischen Statusfragen (jüdische Herkunft, Adoption, Übertritt).
Mit der Frankfurter Rabbinerin Elisa Klapheck steht seit Mitte 2023 erstmals eine Frau als Vorsitzende an der Spitze des Gremiums. Sie wurde Nachfolgerin von Andreas Nachama, der das Amt 2019 von Henry G. Brandt übernommen hatte.